# Bolo (Oromia)
Pour les articles homonymes, voir Bolo (homonymie).
Bolo est une localité du centre-est de l'Éthiopie située dans la zone Arsi de la région Oromia. Elle a 1 192 habitants en 2007.
Elle se trouve dans le woreda Jeju, une vingtaine de kilomètres au sud-ouest du centre administratif Arboyé et vers 2 500 m d'altitude.
Avec 1 192 habitants au recensement national réalisé en 2007 par l'Agence centrale de la statistique d'Éthiopie, elle est la seconde agglomération du woreda Jeju après Arboyé.